# Ian Simpson
Ian Simpson (* 1971 in Edinburgh) ist ein ehemaliger britischer Motorradrennfahrer.

## Karriere
Simpson begann im Alter von 16 Jahren an den ersten Rennen teilzunehmen. Er fuhr sowohl erfolgreich in der britischen Superbike Meisterschaft als auch bei Straßenrennen. In seiner aktiven Laufbahn verletzte er sich sehr oft, so brach er sich etwa beide Beine viermal. 2001 zog er sich aus dem Profisport daher zurück und war Teammanager bei ETI-Racing in der nationalen Superbike Meisterschaft. 2008 kündige er seine Rückkehr an konnte aber nie mehr an frühere Erfolge anknüpfen. An regionalen Veranstaltungen nahm er weiterhin teil. In seiner Heimatgemeinde Armoy verunglückte Simpson 2015 beim jährlichen Straßenrennen schwer. Die Genesung (Stand 2015) dauert bis heute an.

## Privat
Simpson hat ein Kind und ist verheiratet mit einer selbständigen Friseurin, deren Salon auch einer seiner Sponsoren ist. Er lebt mit seinem Cousin Tommy Henry, der ebenfalls Rennfahrer ist, im selben Ort. Dort betreibt er einen Sportgeschäft.

## Siegestatistik
| Jahr | Klasse             | Maschine | Rennen                           |
| ---- | ------------------ | -------- | -------------------------------- |
| 1991 | Supersport 600er   | Yamaha   | Britischer Meister               |
| 1992 | 600er              | Honda    | Ulster Grand Prix                |
| 1994 | Britischer Meister | Norton   | Britische Superbikemeisterschaft |
| 1991 | Supersport 600er   | Honda    | Britischer Meister               |
| 1995 | Superbike Rennen 1 | Honda    | North West 200                   |
| 1996 | Superbike Rennen 1 | Ducati   | North West 200                   |
| 1997 | Production         | Ducati   | North West 200                   |
| 1997 | Junior             | Honda    | Isle of Man TT                   |
| 1998 | Superbike Rennen 2 | Honda    | Ulster Grand Prix                |
| 1998 | 600er              | Honda    | North West 200                   |
| 1998 | Superbike Rennen 1 | Honda    | North West 200                   |
| 1998 | Formel I           | Honda    | Isle of Man TT                   |
| 1998 | Senior             | Honda    | Isle of Man TT                   |